# 75e cérémonie des Primetime Emmy Awards
La 75e cérémonie des Primetime Emmy Awards (ou « Emmys »), organisé par l'Academy of Television Arts and Sciences, se déroule le 15 janvier 2024 et récompense les meilleurs programmes télévisés diffusés en primetime au cours de la saison 2022-2023 (du 1er juin 2022 au 31 mai 2023) sur les réseaux publics et câblés américains.
La liste des nommés a été publiée le 12 juillet 2023.

## Présentation
La cérémonie est présentée par Anthony Anderson.

## Palmarès

### Séries dramatiques

#### Meilleure série télévisée dramatique
- Succession
  - Andor
  - Better Call Saul
  - The Crown
  - House of the Dragon
  - The Last of Us
  - The White Lotus
  - Yellowjackets

#### Meilleur acteur
- Kieran Culkin pour le rôle de Roman Roy dans Succession
  - Jeff Bridges pour le rôle de Dan Chase dans The Old Man
  - Brian Cox dans le rôle de Logan Roy dans Succession
  - Bob Odenkirk pour le rôle de Jimmy McGill dans Better Call Saul
  - Pedro Pascal pour le rôle de Joel dans The Last of Us
  - Jeremy Strong pour le rôle de Kendall Roy dans Succession

#### Meilleure actrice
- Sarah Snook pour le rôle de Shiv Roy dans Succession
  - Sharon Horgan pour le rôle d'Eva Garvey dans Bad Sisters
  - Melanie Lynskey pour le rôle de Shauna dans Yellowjackets
  - Elisabeth Moss pour le rôle de June/Offred dans The Handmaid's Tale : La Servante écarlate
  - Bella Ramsey pour le rôle d'Ellie dans The Last of Us
  - Keri Russell pour le rôle de Kate Wyler dans La Diplomate

#### Meilleur acteur dans un second rôle
- Matthew Macfadyen pour le rôle de Tom Wambsgans dans Succession
  - F. Murray Abraham pour le rôle de Bert Di Grasso dans The White Lotus
  - Nicholas Braun pour le rôle de Greg Hirsch dans Succession
  - Michael Imperioli pour le rôle de Dominic Di Grasso dans The White Lotus
  - Theo James pour le rôle de Cameron Sullivan dans The White Lotus
  - Alan Ruck pour le rôle de Connor Roy dans Succession
  - Will Sharpe pour le rôle d'Ethan Spiller dans The White Lotus
  - Alexander Skarsgård pour le rôle de Lukas Matsson dans Succession

#### Meilleure actrice dans un second rôle
- Jennifer Coolidge pour le rôle de Tanya McQuoid-Hunt dans The White Lotus
  - Elizabeth Debicki pour le rôle de Diana Spencer dans The Crown
  - Meghann Fahy pour le rôle de Daphne Sullivan dans The White Lotus
  - Sabrina Impacciatore pour le rôle de Valentina dans The White Lotus
  - Aubrey Plaza pour le rôle d'Harper Spiller dans The White Lotus
  - Rhea Seehorn pour le rôle de Kim Wexler dans Better Call Saul
  - J. Smith-Cameron pour le rôle de Gerri Kellman dans Succession
  - Simona Tabasco pour le rôle de Lucia Greco dans The White Lotus

#### Meilleure réalisation
- Mark Mylod pour l'épisode Connor's Wedding dans Succession
  - Benjamin Caron pour l'épisode Rix Road dans Andor
  - Dearbhla Walsh pour l'épisode The Prick dans Bad Sisters
  - Peter Hoar pour l'épisode Long, Long, Time dans The Last of Us
  - Andrij Parekh pour l'épisode America Decides dans Succession
  - Lorene Scafaria pour l'épisode Living+ dans Succession
  - Mike White pour l'épisode Arrivederci dans The White Lotus

#### Meilleur scénario
- Jesse Armstrong pour l'épisode Connor's Wedding dans Succession
  - Beau Willimon pour l'épisode One Way Out dans Andor
  - Sharon Horgan, Dave Finkel et Brett Baer pour l'épisode The Prick dans Bad Sisters
  - Gordon Smith pour l'épisode Point and Shoot dans Better Call Saul
  - Peter Gould pour l'épisode Saul Gone dans Better Call Saul
  - Craig Mazin pour l'épisode Long, Long, Time dans The Last of Us
  - Mike White pour l'épisode Arrivederci dans The White Lotus

### Séries comiques

#### Meilleure série comique
- The Bear
  - Abbott Elementary
  - Barry
  - Jury Duty
  - La Fabuleuse Madame Maisel
  - Only Murders in the Building
  - Ted Lasso
  - Mercredi

#### Meilleur acteur
- Jeremy Allen White pour le rôle de Carmen Berzatto dans The Bear
  - Bill Hader pour le rôle de Barry Berkman / Barry Block dans Barry
  - Jason Segel pour le rôle de Jimmy Laird dans Shrinking
  - Martin Short pour le rôle d'Olivier Putnam dans Only Murders in the Building
  - Jason Sudeikis pour le rôle de Ted Lasso dans Ted Lasso

#### Meilleure actrice
- Quinta Brunson pour le rôle de Janine Teagues dans Abbott Elementary
  - Christina Applegate pour le rôle de Jen Harding dans Dead to Me
  - Rachel Brosnahan pour le rôle de Miriam Maisel dans La Fabuleuse Madame Maisel
  - Natasha Lyonne pour le rôle de Charlie Cale dans Poker Face
  - Jenna Ortega pour le rôle de Mercredi Addams dans Mercredi

#### Meilleur acteur dans un second rôle
- Ebon Moss-Bachrach pour le rôle de Richard Jerimovich dans The Bear
  - Anthony Carrigan pour le rôle de NoHo Hank dans Barry
  - Phil Dunster pour le rôle de Jamie Tartt dans Ted Lasso
  - Brett Goldstein pour le rôle de Roy Kent dans Ted Lasso
  - James Marsden pour son propre rôle dans Jury Duty
  - Tyler James Williams pour le rôle de Gregory Eddie dans Abbott Elementary
  - Henry Winkler pour le rôle de Gene Cousineau dans Barry

#### Meilleure actrice dans un second rôle
- Ayo Edebiri pour le rôle de Sydney Adamu dans The Bear
  - Alex Borstein pour le rôle de Susie Myerson dans La Fabuleuse Madame Maisel
  - Janelle James pour le rôle d'Ava Coleman dans Abbott Elementary
  - Sheryl Lee Ralph pour le rôle de Barbara Howard dans Abbott Elementary
  - Juno Temple pour le rôle de Keeley Jones dans Ted Lasso
  - Hannah Waddingham pour le rôle de Rebecca Welton dans Ted Lasso
  - Jessica Williams pour le rôle de Gaby dans Shrinking

#### Meilleure réalisation
- Christopher Storer pour l'épisode Review dans The Bear
  - Bill Hader pour l'épisode Wow dans Barry
  - Amy Sherman-Palladino pour l'épisode Four Minutes dans La Fabuleuse Madame Maisel
  - Mary Lou Belli pour l'épisode Don't Touch My Hair dans The Ms. Pat Show
  - Declan Lowney pour l'épisode So Long, Farewell dans Ted Lasso
  - Tim Burton pour l'épisode Wednesday's Child Is Full of Woe dans Mercredi

#### Meilleur scénario
- Christopher Storer pour l'épisode System dans The Bear
  - Bill Hader pour l'épisode Wow dans Barry
  - Mekki Leeper pour l'épisode Ineffective Assistance dans Jury Duty
  - John Hoffman, Matteo Borghese et Rob Turbovsky pour l'épisode I Know Who Did It dans Only Murders in the Building
  - Chris Kelly et Sarah Schneider pour l'épisode Cary & Brooke Go to an AIDS Play dans The Other Two
  - Brendan Hunt, Joe Kelly et Jason Sudeikis pour l'épisode So Long, Farewell dans Ted Lasso

### Mini-séries et téléfilms

#### Meilleure série limitée
- Acharnés
  - Monstre
  - Daisy Jones and The Six
  - Anatomie d'un divorce
  - Obi-Wan Kenobi

#### Meilleur acteur
- Steven Yeun pour le rôle de Danny Cho dans Acharnés
  - Taron Egerton pour le rôle de Jimmy Keene dans Black Bird
  - Kumail Nanjiani pour le rôle de Somen Banerjee dans Welcome to Chippendales
  - Evan Peters pour le rôle de Jeffrey Dahmer dans Monstre
  - Daniel Radcliffe pour le rôle de Weird Al Yankovic dans Weird: The Al Yankovic Story
  - Michael Shannon pour le rôle de George Jones dans George and Tammy

#### Meilleure actrice
- Ali Wong pour le rôle d'Amy Lau dans Acharnés
  - Lizzy Caplan pour le rôle de Libby dans Anatomie d'un divorce
  - Jessica Chastain pour le rôle de Tammy Wynette dans George and Tammy
  - Dominique Fishback pour le rôle de Dre dans Swarm
  - Kathryn Hahn pour le rôle de Clare Pierce dans Tiny Beautiful Things
  - Riley Keough pour le rôle de Daisy Jones dans Daisy Jones and The Six

#### Meilleur acteur dans un second rôle
- Paul Walter Hauser pour le rôle de Larry Hall dans Black Bird
  - Murray Bartlett pour le rôle de Nick de Noia dans Welcome to Chippendales
  - Richard Jenkins pour le rôle de Lionel Dahmer dans Monstre
  - Joseph Lee pour le rôle de George Nakai dans Acharnés
  - Ray Liotta pour le rôle de James Keene dans Black Bird
  - Young Mazino pour le rôle de Paul Cho dans Beef
  - Jesse Plemons pour le rôle d'Allan Gore dans Love and Death

#### Meilleure actrice dans un second rôle
- Niecy Nash pour le rôle de Glenda Cleveland dans Monstre
  - Annaleigh Ashford pour le rôle d'Irene Banerjee dans Welcome to Chippendales
  - Maria Bello pour le rôle de Jordan Forster dans Acharnés
  - Claire Danes pour le rôle de Rachel Fleishman dans Anatomie d'un divorce
  - Juliette Lewis pour le rôle de Denise dans Welcome to Chippendales
  - Camila Morrone pour le rôle de Camila Alvarez dans Daisy Jones and The Six
  - Merritt Wever pour le rôle de Frankie Pierce dans Tiny Beautiful Things

#### Meilleure réalisation
- Lee Sung-jin pour l'épisode Figures of Light dans Acharnés
  - Jake Schreier pour l'épisode The Great Fabricator dans Beef
  - Carl Franklin pour l'épisode Bad Meat dans Monstre
  - Paris Barclay pour l'épisode Silenced dans Monstre
  - Jonathan Dayton et Valerie Faris pour l'épisode Me-Time dans Anatomie d'un divorce

#### Meilleur scénario
- Lee Sung-jin pour l'épisode The Birds Don't Sing, They Screech in Pain dans Acharnés
  - Joel Kim Booster pour Fire Island
  - Taffy Brodesser-Akner pour l'épisode Me-Time dans Anatomie d'un divorce
  - Dan Trachtenberg et Patrick Aison pour Prey
  - Janine Nabers et Donald Glover pour l'épisode Stung dans Swarm
  - Weird Al Yankovic et Eric Appel pour Weird: The Al Yankovic Story

## Statistiques

### Nominations
| Nominations | Série                              |
| ----------- | ---------------------------------- |
| 14          | Succession                         |
| 12          | The White Lotus                    |
| 9           | Acharnés                           |
| 8           | Ted Lasso                          |
| 6           | Barry                              |
| 6           | The Bear                           |
| 6           | Monstre                            |
| 5           | Abbott Elementary                  |
| 5           | Better Call Saul                   |
| 5           | Anatomie d'un divorce              |
| 5           | The Last of Us                     |
| 4           | La Fabuleuse Madame Maisel         |
| 4           | Welcome to Chippendales            |
| 3           | Andor                              |
| 3           | Bad Sisters                        |
| 3           | Black Bird                         |
| 3           | Daisy Jones and The Six            |
| 3           | Jury Duty                          |
| 3           | Only Murders in the Building       |
| 3           | Mercredi                           |
| 2           | The Crown                          |
| 2           | The Daily Show with Trevor Noah    |
| 2           | George and Tammy                   |
| 2           | Last Week Tonight with John Oliver |
| 2           | Late Night with Seth Meyers        |
| 2           | The Late Show with Stephen Colbert |
| 2           | Prey                               |
| 2           | Saturday Night Live                |
| 2           | Shrinking                          |
| 2           | Swarm                              |
| 2           | Tiny Beautiful Things              |
| 2           | Weird: The Al Yankovic Story       |
| 2           | Yellowjackets                      |